# 施内山
施内山（德語：Schneeberg，發音：[ˈʃneːˌbɛʁk] ⓘ）是奥地利下奥地利州最高的山脉，也是阿尔卑斯山脉超过2000米的山脉中最东邊的一座，其最高峰为海拔2076米的克洛斯特瓦彭（Klosterwappen）。它是一个独特的石灰岩山体，三面是陡峭的山坡。
施内山位于北石灰岩山脉，施蒂利亚州和下奥地利州边界处。施内山和其西南13公里的拉克斯山（海拔2007米）一起被认为是维也纳的当地山脉。富饶的喀斯特高原从1873年开始为维也纳提供了饮用水，运输管道长达120公里，被认为是世界上最好的饮用水。
在晴朗的日子，维也纳部分地区很容易看到65公里以外的施内山，即使是在夏天其北坡也能提供滑雪场地。
齿轨铁路施内山铁路已经运行100多年，将游客运送到1800米高度，使登到峰顶时间缩短为1-2小时。

## 外部連結
- Webcams of Losenheim and Puchberg
- Webcams: Schneeberg - Fischerhütte, Damböckhaus, Losenheim （页面存档备份，存于）
- Bergsteigen.at （页面存档备份，存于） with information about climbing routes and huts in the Schneeberg/Rax area